# アイデンバッハの戦い
アイデンバッハの戦い（アイデンバッハのたたかい、ドイツ語: Schlacht bei Aidenbach）はスペイン継承戦争およびバイエルン反乱中の1706年1月8日、ゲオルク・フリードリヒ・フォン・クリーヒバウム少将率いる神聖ローマ帝国軍とヨハン・ホフマン率いるバイエルン選帝侯領の平民反乱軍約3千名の間で戦われた戦闘。小規模な戦闘だったが、皇帝側の占領軍に対するバイエルンの民衆によるこの反抗は、ヘンリク・ヴュルメリンクによれば「近代史上初の革命」として意義を持つものであった。

## 背景
スペイン継承戦争中の1704年、フランス軍とバイエルン軍はブレンハイムの戦いでハーグ大同盟軍に敗れた。フランスにとってこの戦いは区切りとなるものであったが、その小さな同盟国であるバイエルンにとっては軍事上の終止符を意味していた。バイエルン選帝侯マクシミリアン2世エマヌエルは帝国アハト刑を科され、フランスの庇護を頼りに、1690年代に自身が総督を務めたことのあったスペイン領ネーデルラントのブリュッセルへ向かった。ヴィッテルスバッハ家の統治権は一時的に選帝侯妃テレサ・クネグンダ・ソビエスカに任せられた。しかし、1705年春に神聖ローマ皇帝レオポルト1世が薨去する。その子息で後継者のヨーゼフ1世はオーバーバイエルンと首都のミュンヘンを占領した上、著しい増税を課した。
1705年秋にはバイエルン選帝侯領の全土で強制的な徴兵が実施される。それは徴兵の対象となり、すでに"Liaba bairisch steam, als kaiserlich verdeam"（「皇帝の臣下として滅ぶより、バイエルン人として死す。」）というスローガンを作り上げていたオーバープファルツ、ニーダーバイエルン、テルツ地域の男子による最初の反乱や暴動に繋がった。ブルクハウゼンが包囲され、1705年12月16日に反乱軍に降伏すると、直後にブラウナウも同じくそれに倣った。こうしてこの2都市は反乱軍の軍事と政治の中心地となった。ドナウ川とイン川の間の一帯は全て征服され、反乱はバイエルンの森とケルハイムにも飛び火した。ブラウナウでは近代ヨーロッパ初の民主政体である、いわゆる市民と農民の共同体、あるいは「ブラウナウ議会」が成立した。ゼントリンクのクリスマス虐殺をもってオーバーバイエルン人の反乱軍を破ると、帝国軍は反乱の最終的な鎮圧に取り掛かった。1706年1月1日、帝国軍のゲオルク・フリードリヒ・フォン・クリーヒバウム少将はノイマルクト、エッゲンフェルデンを経由してフィルスホーフェンへと進軍を開始した。

## 経過
1706年1月8日、帝国軍はアイデンバッハで反乱軍最後の軍勢となる平民軍3千から7千名に遭遇した。恐ろしい殺戮が発生し、2千名以上の男性が殺害される。アイデンバッハにおける敗北は、反乱軍の最期を意味することとなった。
帝国軍は統率の取れていない反乱軍がすぐに戦場から逃走したためほぼ損害なしで勝利したと主張した。帝国軍はすでに降伏し、武器を下していた反乱軍の一部を殺害した。クリーヒバウムはBegründte Relation. Ueber die bey dem Markth Aidenbach Freytag den 8. Jänner 1706 vorgegangenen Niederlag der rebellischen Unterthanen in Bayern（「1706年1月8日金曜日にアイデンバッハで鎮圧したバイエルンの反乱者に関する根拠ある報告書」）で自分の視点から戦闘について記述した。自軍の損害については「死傷者は8人に満たず、軍馬の損害は更に少ない」と記すに留めている。一方、ゲオルク・セバスティアン・プリンガンザーはバイエルン選帝侯マクシミリアン2世エマヌエルに宛てた弁明の書簡でバイエルン人の死者を2千人のみとし、敵である帝国軍の損害を300人と推定した。
平民軍を率いたヨハン・ホフマンは逃走に成功したが、後に捕らえられてブラウナウで処刑された。

## 影響
この戦いはオーストリアに対する反乱の最終的な崩壊に繋がった。帝国軍は1月13日にシェルディングを、16日にカームを、17日にブラウナウを降す。18日には反乱軍の手にあった最後の町、ブルクハウゼンが降伏した。